# Димантс, Айнарс
Айнарс Димантс (латыш. Ainārs Dimants; 6 мая 1966, Ауце — 13 марта 2024, Латвия) — латвийский журналист, государственный и общественный деятель. Dr. phil., профессор теории коммуникации в Высшей бизнес-школе «Turība» и в Рижском университете имени Страдыня. Председатель Национального совета по электронным СМИ Латвии (2012—2015).
Айнарс Димантс родился в Ауце в 1966 году в семье агронома Ояра Димантса и его жены Зигриды. Детство провел в Лубезере. Учился в Попервальской начальной школе и Валдемарпилской средней школе, был корреспондентом школьной газеты «Pionieris» («Пионер»; 1978), участником студенческого творческого лагеря «Aicinājums» («Приглашение»; 1978—1981), а с 1980 года членом школьного совета молодые журналисты «Noruna». Изучал журналистику в Латвийском университете (1984—1987) и Московском государственном университете имени Ломоносова (1987—1990).  В 1996 году защитил магистерскую работу в Латвийском университете.
С 1993 года член Латвийского союза журналистов, c 2007 председатель правления. Получил докторскую степень в Свободном университете Берлина в области коммуникаций и политических наук (Dr. phil.; 2003) С 1999 по 2003 директора порталов Европейской обсерватории журналистики (EJO) на русском и латышском языках. С 2012 по 2015 год председатель Национального совета по электронным СМИ Латвии. С 2012 по 2024 профессор Рижского университета имени Страдыня и Высшей бизнес-школе «Turība». Он также был приглашенным профессором в Видземской высшей школе в Валмиере.
Айнарс Димантс работал журналистом и комментатором газеты Diena, ведущим программы Globuss на LTV, заместителем главного редактора Lauku Avīze и главным редактором журнала Akadēmiskā Dzīve.
Айнарс Димантс умер 13 марта 2024 году в Латвии.

## Политическая деятельность
В 1988 и 1989 году делегат первого и второго конгрессов Народного фронта Латвии. Айнарс Димантс был одним из основателей «Европейского движения в Латвии» и его первым вице-президентом (1997), президентом и руководителем предреферендумной информационной кампании (1999–2003), членом правления Международное европейское движение (2002–2005). Айнарс Димантс являлся соучредителем политической партии «Движения за!» (Kustība "Par!"). В 2018 году от объединения «Развитие/За!» участвовал в выборах в 13-й Сейм Латвии и в 2019 году в выборах Европейского парламента.

## Работы
- Latvijas prese 200 gados: no «Latviešu Avīzēm» līdz digitālo mediju laikmetam. Rīga: izdevniecība «Latvijas Mediji», 2022. — 367 lpp.
- Ainārs Dimants. Pašcenzūra pret paškontroli Latvijas presē (латыш.). — Valmiera: Vidzemes augstskola, 2005. — 143 с.